# Palliduphantes salfii
Palliduphantes salfii är en spindelart som först beskrevs av Dresco 1949.  Palliduphantes salfii ingår i släktet Palliduphantes och familjen täckvävarspindlar.
Artens utbredningsområde är Italien. Inga underarter finns listade i Catalogue of Life.